# QV66

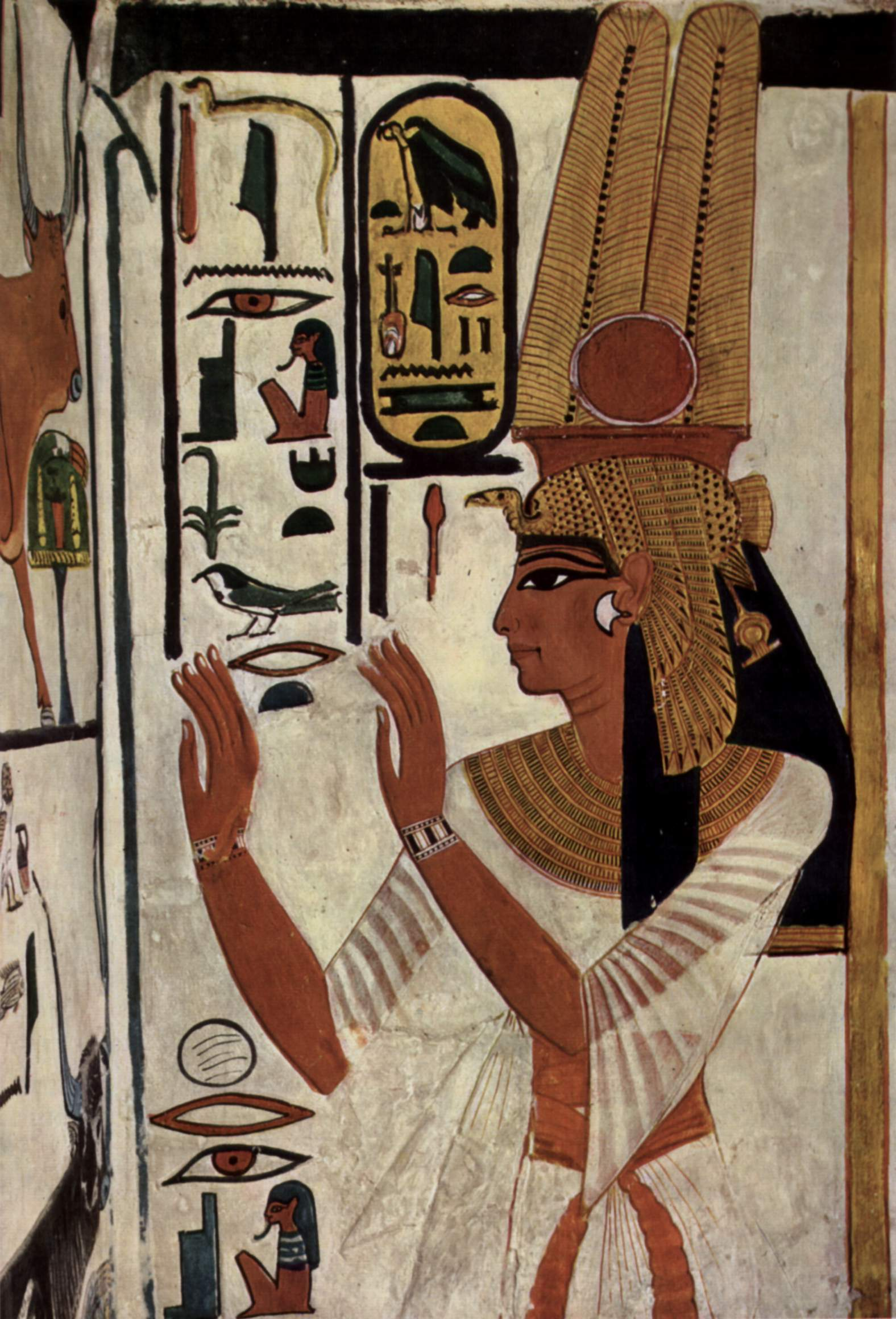
Maler der Grabkammer der Nefertari

QV66 é a tumba de Nefertari , grande esposa real de Ramessés II.
Descoberto em 1904 por Ernesto Schiaparelli e restaurado em 1922 por Paolo Mora, que está no Vale das Rainhas . É o mais belo dos túmulos descobertos, com pinturas muito bem preservados, com Nefertari exibido repetidamente. Em suas paredes é um poema dedicado à Rainha por Ramessés: "Meu amor é único, não pode ter rival; ela é a mulher mais bonita que já viveu. Ao passar roubar meu coração e levá-lo". Na antiguidade, o túmulo estava vazio quando Schiaparelli o encontrou.
Construído em dois níveis, depois de descer uma escada leva à antecâmara; pinturas descrevem a viagem para a vida após a morte da rainha, cuja múmia é pintada em uma cama protegida por Néftis e Ísis, enquanto nas paredes oeste e norte pode ser visto ilustrações e texto do capítulo 17 do Livro dos Mortos que refere-se à regeneração do falecido.
Então eles começam a duas escadas que descem para a câmara de sepultamento. Na verga da porta, a deusa Uto, em forma de uma cobra pronta para atacar, guarda a entrada. Nas paredes da escada, desce Nefertari entre deuses oferecido vinho. A câmera, sustentada por quatro colunas, tem à sua entrada para o deus Anúbis , e o telhado representa o céu, cravejado de estrelas douradas que se juntam no sarcófago. Em colunas, três lados oferecem representações da rainha para deuses diferentes que recebem o reino de Osíris, e o quarto, de frente para o sarcófago, o pilar Jede, símbolo de Osíris. Nas paredes continua a Agência de Viagens da rainha, e um deles são as portas do reino de Osíris, protegidos por gênios armados.
A câmera possui três edifícios que foram depositados ofertas finalidade (alimentos, perfume...) que o falecido teria que precisar em vida após a morte. A parede sul do primeiro anexo lateral é decorado com uma cena do capítulo 148 do Livro dos Mortos.
As pinturas são coloridas, e o rosto da rainha levantou, pela primeira vez no Egito: rouge nas bochechas, linhas pretas no pescoço e nos cantos da boca, fazê-lo parecer vivo, em contraste com o hierático oficial deusas que a rodeiam.

## Conservação e Restauro
Pedra de Sal, que consiste principalmente de cloreto de sódio, que é a principal responsável pelos danos para o túmulo. O Serviço de Antiguidades Egípcio levou várias campanhas entre 1934 e 1977 para deter a degradação do mesmo, sem resultados apreciáveis. O túmulo foi fechado ao público, em 1950, por causa dos vários problemas que ameaçavam as pinturas, que são considerados a mais bem preservada entre as tumbas egípcias.
Em 1987, uma equipe internacional estudou os problemas para localizar as áreas danificadas, analisando pigmentos, revestimentos, sais e cores. A restauração começou em 1988 e terminou em 1992.
Em 1995, o túmulo foi aberto ao público para um número limitado de visitantes diários. Então ela fechou novamente, sendo acessível para o pagamento de um direito de acesso a ser pago a um caso de o Conselho Supremo de Antiguidades Egípcias , especialmente dedicada ao restauro e preservação de monumentos.